# Mérytaton Tasherit
 (août 2024).
Si vous disposez d'ouvrages ou d'articles de référence ou si vous connaissez des sites web de qualité traitant du thème abordé ici, merci de compléter l'article en donnant les références utiles à sa vérifiabilité et en les liant à la section « Notes et références ».
Mérytaton Tasherit (qui signifie « Mérytaton la Jeune ») est la fille présumée de Mérytaton. L'identité du père de cette princesse est encore débattue. Il pourrait s'agir du propre père de Mérytaton, le pharaon Akhenaton, ou bien le corégent de ce dernier, Smenkhkarê, en général considéré comme le second époux de Mérytaton. Cette question, tout comme le sort de cette enfant, reste pour l'instant un mystère.